# نورامینیک اسید
نورامینیک اسید (به انگلیسی: Neuraminic acid) با فرمول شیمیایی C9H17N1O8 یکی از مشتقات کتوزها با شناسه پاب‌کم ۵۱۳۴۷۲ و جرم مولی ۲۶۷٫۲۳۳ گرم بر مول می‌باشد. بسیاری از ترکیبات این ماده در ساختارهای گلیکوپروتئینی و گانگلیوزیدی جانوران و باکتری‌ها مشاهده می‌شوند. فراوان‌ترین نوع اسید سیالیک در طبیعت ان-استیل نورامینیک اسید است.